# Chacchoben

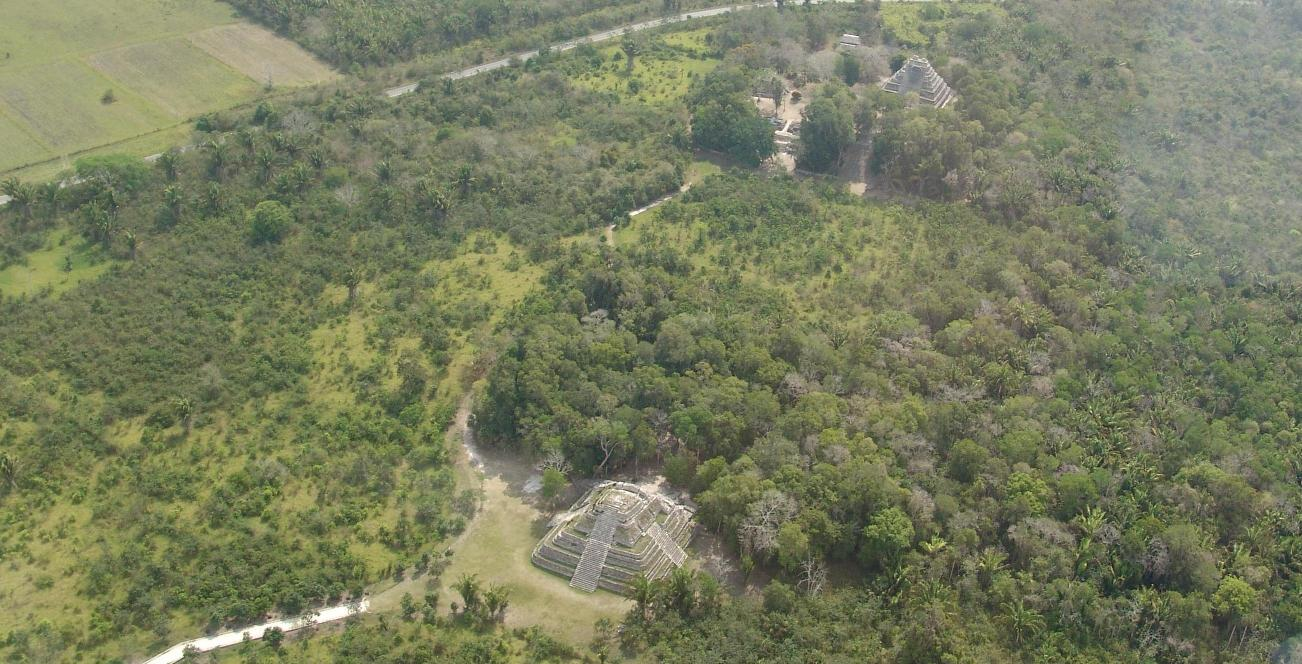
Chacchoben – Luftbild

Chacchoben ist eine Ruinenstätte der Maya im Südosten der Halbinsel Yucatán im mexikanischen Bundesstaat Quintana Roo.

## Lage
Die Ruinenstätte von Chacchoben liegt knapp 200 Fahrtkilometer südlich von Tulum und etwa 11 km südwestlich des kleinen Ortes Chacchoben, der der archäologischen Stätte seinen Namen gab. Die Hafenstadt Chetumal befindet sich knapp 100 km (Fahrtstrecke) weiter südlich.

## Geschichte
Nach bisherigem Kenntnisstand war der Platz bereits in der präklassischen Periode der Maya-Kultur (um 200 v. Chr.) besiedelt; die heute sichtbaren Tempelpyramiden stammen jedoch aus der klassischen Epoche (ca. 700 n. Chr.).
Nach dem Untergang der Maya-Hochkultur geriet der Ort in Vergessenheit. Im Jahre 1940 kaufte eine Indiofamilie in der Nähe der von Bäumen und Buschwerk bewachsenen Stätte Farmland. Doch erst bei Hubschrauberflügen wurde die Mayastadt im Jahr 1972 durch den Amerikaner Dr. Peter Harrison wiederentdeckt und kartografiert. Seit 1994 wurde die Stätte durch das Instituto Nacional de Antropología e Historia (INAH) ausgegraben, wissenschaftlich vermessen und restauriert bzw. auch rekonstruiert; auch wenn die Forschungsarbeiten auf dem Gelände weitergehen, so ist die Ruinenstätte von Chacchoben seit 2003 für Besucher geöffnet. Detaillierte Forschungsergebnisse sind noch nicht publiziert.

## Sehenswürdigkeiten

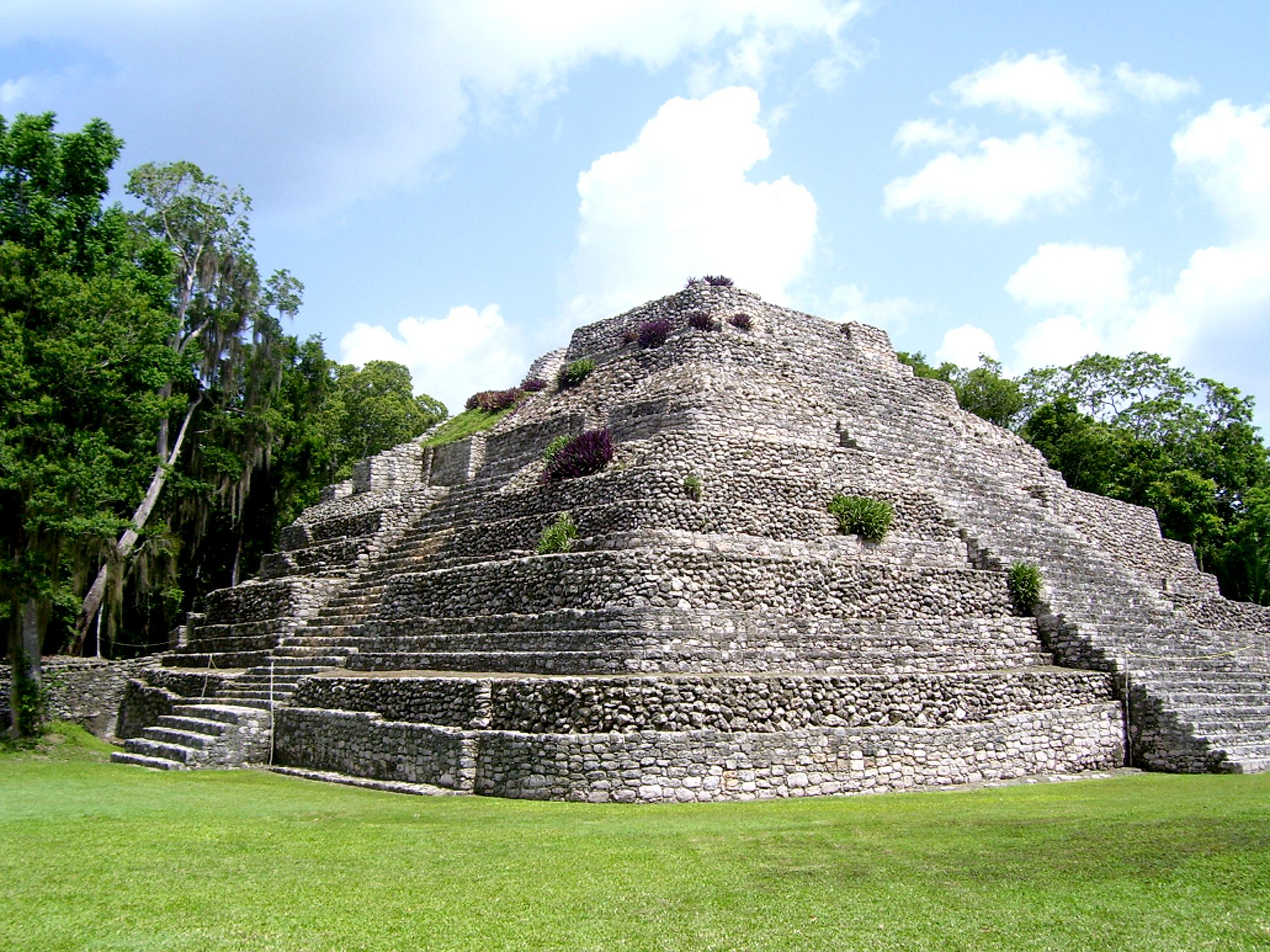
Chacchoben – Große Tempelpyramide

Hauptattraktionen von Chacchoben sind drei Tempelpyramiden, von denen die größte isoliert steht, mehrfach abgestuft ist und über vier – nur geringfügig aus dem Baukörper der Pyramide heraustretende – Treppen verfügt. Auf dem Luftbild wird deutlich, dass die Pyramide verändert worden zu sein scheint, denn die seitlichen Treppen enden bereits nach der sechsten Ebene.
Die anderen Bauten gruppieren sich um einen leicht erhöhten Platz. Die zweithöchste Pyramide ist ebenfalls abgestuft, verfügt jedoch nur über eine Außentreppe; bei der kleinsten Pyramide ist die Situation ähnlich. Wie Stuckreste und Farbspuren beweisen, waren die nicht oder nur grob behauenen Kalksteine der Bauten ehemals mit Stuck überzogen und farbig bemalt.
Ein Ballspielplatz wurde bislang nicht entdeckt. Am Ort wurden nur zwei Stelen gefunden; sie tragen Glyphen, die jedoch aufgrund ihres schlechten Erhaltungszustandes nicht mehr lesbar sind. 

## Bilder

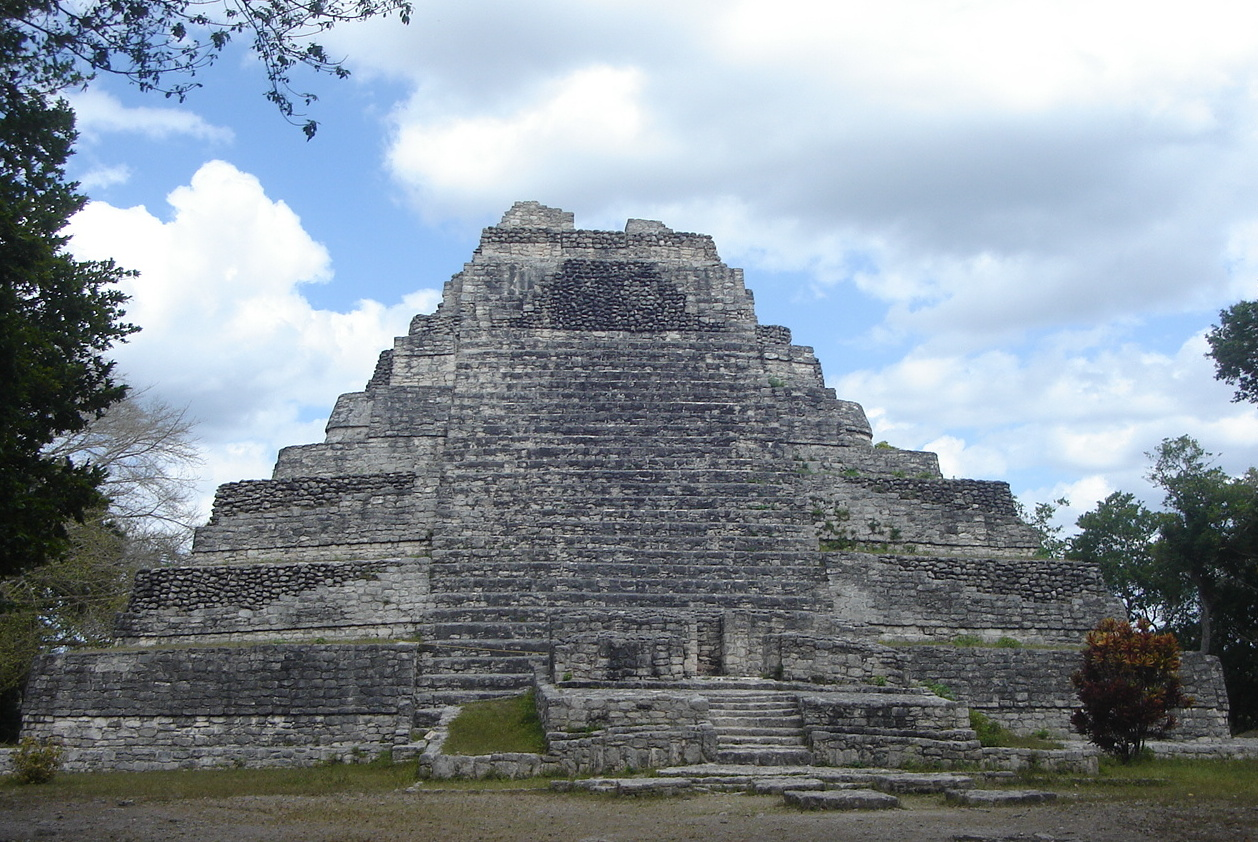
Hauptpyramide
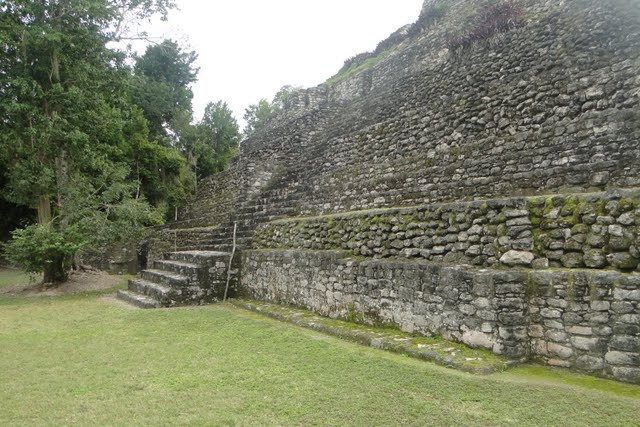
Fuß einer Pyramide
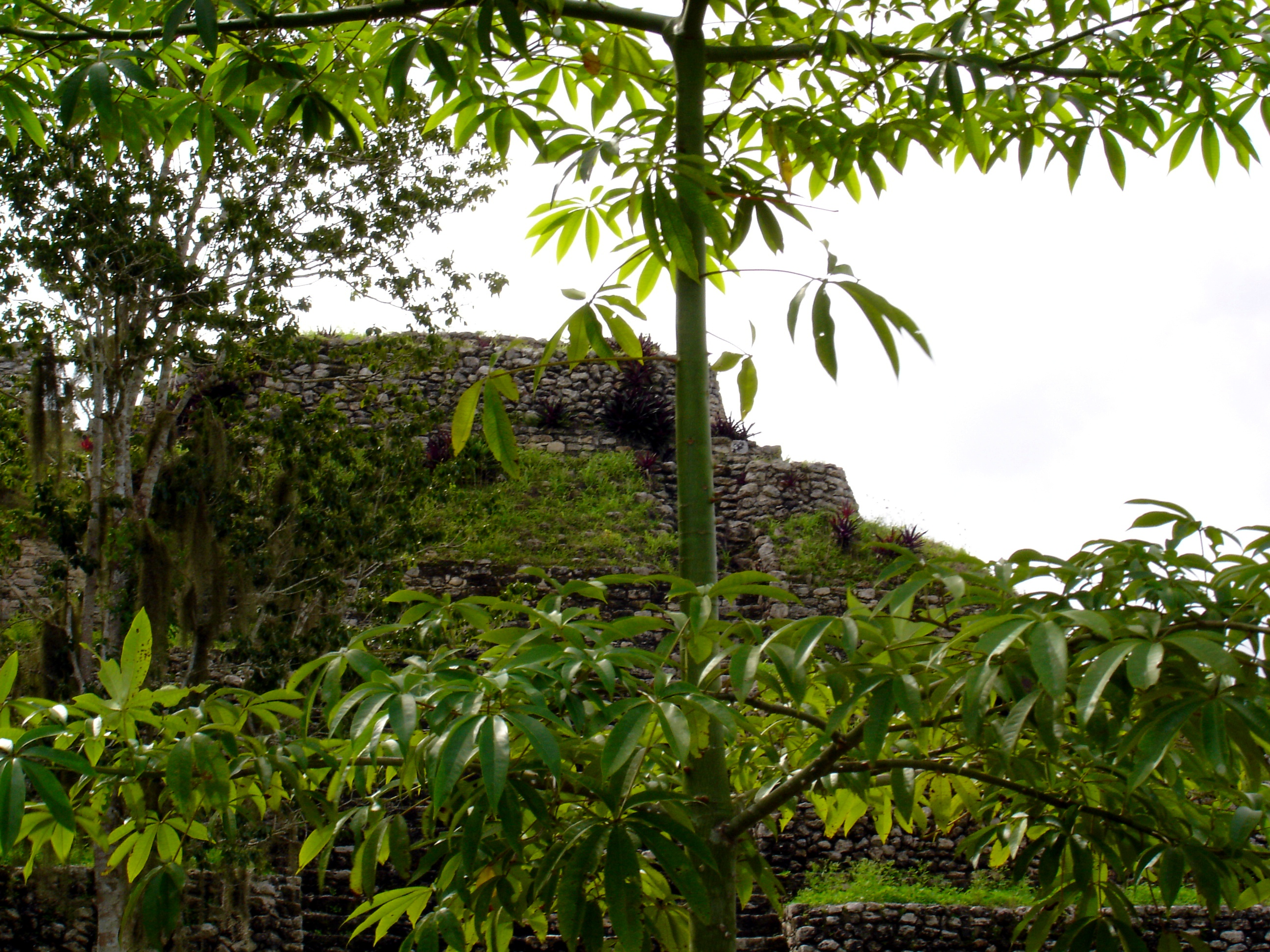
Unrestaurierte Pyramide
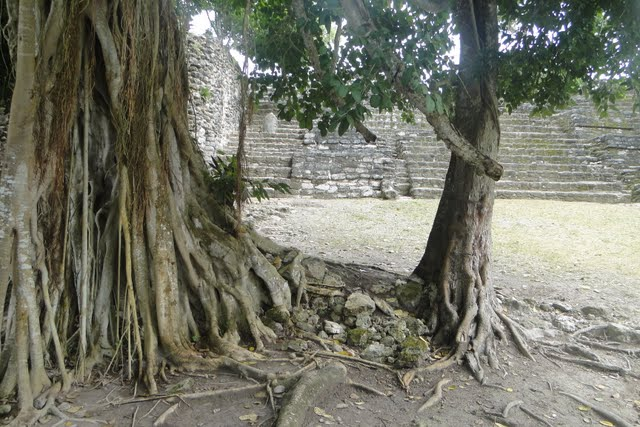
Ruinen im Dschungel